# Kymco CV 3 550i
Der Kymco CV3 550i ist ein Dreirad-Motorroller des taiwanesischen Herstellers Kwang Yang Motor Corporation; er kam 2022 neu auf den deutschen Markt.

## Technik
Zahlreiche Ausstattungsmerkmale wurden vom Kymco AK 550i, dem zweirädrigen Motorroller von Kymco, übernommen.
Auf den ersten 5 km sollte man höchstens die halbe Nenndrehzahl fahren. So bekommt das im kalten Zustand zähere Öl Zeit, dünnflüssig zu werden. Auch die Gemischaufbereitung – also Vergaser oder Einspritzung – arbeitet erst präzise, wenn der Motor so warm geworden ist, dass kein Benzin mehr an den Kanalwänden kondensiert. Gleiches gilt für die Öle in Gabel und Federbein. Auch die Reifen müssen auf Betriebstemperatur kommen. Die Vorderreifen sind  noch zu kalt, wenn das Motorrad beispielsweise unwillig einlenkt.

### Motor/Getriebe
Der Kymco CV3 550i hat einen Zweizylinder-Viertaktmotor mit 550 cm³ Hubraum, elektronischer Saugrohreinspritzung (EFI) und elektronischer HKZ; er leistet 37,5 kW (51 PS) bei 7500 min−1. Das maximale Drehmoment beträgt 52 Nm bei 5750 min−1. Er besitzt zwei Fahrmodi, den „Power Mode“ bei dem die vollen 37,5 kW zur Verfügung stehen und einen „Rain Mode“, bei dem die Leistung auf 30 kW reduziert ist und die Gaskurve eine geringere Steigung hat. Im Gegensatz zu den Mitbewerbern sitzt der Motor wie bei einem Motorrad im Rahmen und nicht auf der Hinterradschwinge (sogenannte Triebsatzschwinge) und überträgt mittels Zahnriemen die Leistung an das Hinterrad. Das Getriebe ist eine stufenlose Keilriemenautomatik (Variomatik). Die Höchstgeschwindigkeit beträgt 158 km/h. Die CV3 darf mit der Fahrerlaubnis der Klasse B gefahren werden, für die Klasse A2 kann die Motorleistung auf 35 kW gedrosselt werden.
Ein Rückwärtsgang fehlt bei diesem Roller. Der CV3 erfüllt die Abgasnorm Euro 5. Der Benzintank fasst 15,5 Liter, bezogen auf den Durchschnittsverbrauch (ca. 4,8 Liter/100 km) ergibt sich eine Reichweite pro Tankfüllung von ca. 320 km.

### Bremsen
Der Kymco CV3 550i ist serienmäßig mit einem Antiblockiersystem (ABS) ausgestattet. Hierbei gibt es im Gegensatz zu Motorrädern auf der linken Seite einen Handbremshebel der die Hinterradbremse betätigt (beim Motorrad ist links üblicherweise die Kupplung) und auf der rechten Seite einen Handbremshebel wie üblich für die Vorderradbremse. Am Hinterrad ist eine Wave-Bremsscheibe eingebaut. Das separate Bremspedal, das – anders als bei Motorrädern üblich – im Fußraum des Rollers angebracht ist, ist Vorschrift, um den Roller mit dem B-Führerschein (siehe unten) fahren zu dürfen. Es bremst durch eine elektrohydraulische Integralbremse ausgewogen kombiniert die Vorderräder und das Hinterrad.
Das maximal zulässige Gesamtgewicht beträgt 447 kg. Damit beträgt die höchste Zuladung für Fahrer, Beifahrer und Gepäck 165 kg. Fahrbereit wiegt der Roller 282 kg.

### Radaufhängung
Die beiden Vorderräder werden von einer Parallelogramm-Aufhängung mit doppelten Gabeln geführt, hierbei handelt es sich um eine Eigenentwicklung von Kymco, namens Kymco Advanced Leaning Suspension (KALS). So können sich die Vorderräder schräg stellen und sind dabei parallel geführt. Dadurch ist die Bodenhaftung beider Vorderräder auch in Schräglage in Kurven (bis 40°) gewährleistet und die beiden Räder können unabhängig voneinander auf Unebenheiten reagieren. Das Hinterrad wird an einer Schwinge geführt und hat eine kombinierte Feder-Dämpfer-Einheit (Monodämpfer).

### Elektrik
Das Cockpit des Kymco ist mit NOODOE ausgestattet, einem 6" Multifunktionsdisplay, das mit einem Smartphone gekoppelt und von dem aus eine kostenpflichtige Navigationssoftware (bei Erwerb eine Karte kostenlos) betrieben werden kann. Wetterdaten werden über die Noodoe-App von AccuWeather bezogen, einen Temperatursensor an Bord gibt es nicht. Dadurch kann die angezeigte Außentemperatur von der tatsächlichen Temperatur abweichen. Im CV3 ist ein Tempomat eingebaut. Ebenso wird der tatsächliche Reifendruck, (der an den Vorderrädern 2,0 bar und am Hinterrad 2,7 bar im kalten Zustand betragen soll), angezeigt. Außerdem bietet das Dreirad serienmäßig beheizbare Griffe sowie ein Keyless-Go-System. Mit einem Schalter am Lenker kann die Neigetechnik im Parkzustand oder an der Ampel blockiert werden. Das Roll-Lock-System blockiert im Gegensatz zur Technik beim Piaggio MP3 nur den Neigemechanismus, die Dämpfer werden nicht blockiert, dadurch fühlt es sich trotz Aktivierung schwammig an. Es gibt keinen Sitzkontakt, ist die Zündung eingeschaltet und man kommt an den Roll-Lock-Schalter oder schiebt das Fahrzeug schneller als 2 km/h, kann der Roller umkippen.

### Zubehör
Stauraum gibt es beim CV3 kaum. Das Helmfach unter der Sitzbank ist für einige Helme zu klein dimensioniert. Der Motorroller ist für verschiedene Zubehörteile vorbereitet. Einerseits lässt sich die Soziussitzbank demontieren. Andererseits können sowohl ein Topcase (von Shad), das zwei Integralhelme aufnehmen kann, als auch zwei abnehmbare Seitenkoffer (mit je 36 Liter Volumen) angebracht werden, wodurch die CV3 550i zum Reisemobil umgestaltet werden kann.

## Fahrleistungen
In den Werksangaben erfolgt kaum eine Angabe von Beschleunigungswerten oder der Höchstgeschwindigkeit, mit der Begründung, dass Dreirad-Roller in erster Linie für den Stadtverkehr konzipiert wurden. Aus Testberichten wurden folgende Werte entnommen:
| Modell                    | Peugeot Metropolis | Yamaha Tricity  | Quadro QV3        | Kymco CV3           | Piaggio MP3 530 |
| ------------------------- | ------------------ | --------------- | ----------------- | ------------------- | --------------- |
| Beschleunigung 0–100 km/h | 11,93 s            | 13,74 s         | 12,03 s           | 8,32 s              | 10,2 s          |
| Beschleunigung 0–120 km/h | 18,78 s            | 28,23 s         | 35,79 s           | 13,38 s             | 14,80 s         |
| Höchstgeschwindigkeit     | 138 km/h           | 123 km/h        | 120 km/h          | 158 km/h            | 148 km/h        |
| Leistung                  | 26,2 kW (35,6 PS)  | 20,6 kW (28 PS) | 21,2 kW (28,8 PS) | 37,5 kW (51 PS) (a) | 32 kW (43,5 PS) |

Dreirad-Motorroller sind nicht mit einem Trike oder einem Threewheeler zu verwechseln.

### Neuzulassungen 2022
| Modell                                                | Peugeot Metropolis | Yamaha Tricity | Kymco CV3 | Piaggio MP3 (alle) |
| ----------------------------------------------------- | ------------------ | -------------- | --------- | ------------------ |
| Zulassungszahlen Deutschland 2022 Januar bis Dezember | 606                | 518            | 122       | 1520               |
| Zulassungszahlen Frankreich 2022 Januar bis Dezember  | 1249               | 1903           | 968       | 5495 (b)           |

Die Anzahl aller Neuzulassungen in Deutschland macht nur 27 % der Neuzulassungen in Frankreich aus.

### Neuzulassungen 2023
| Modell                                               | Peugeot Metropolis | Yamaha Tricity | Kymco CV3 | Piaggio MP3 (alle) |
| ---------------------------------------------------- | ------------------ | -------------- | --------- | ------------------ |
| Zulassungszahlen Frankreich 2023 Januar bis Dezember | 976                | 1655           | 1515      | 4465               |

Verglichen mit 10.138 Neuzulassungen aller dreirädrigen Roller in Frankreich im Jahr 2022 ist 2023 ein Rückgang um 15,28 % auf 8589 zugelassene Dreiräder zu verzeichnen. Die Gründe sind vielfältig. Zum einen gab es 2022 eine ganze Reihe von Modellverbesserungen, Kymco kam neu auf den Markt. Hinzu kamen 2023 eine neue Parkgebühr für Kraftfahrzeuge in Paris, erhöhte Benzinpreise, die Inflation, schlechteres Wetter und schwierige geopolitische Rahmenbedingungen. Einzig Kymco konnte seine Verkaufszahlen gegenüber dem Vorjahr um 56,5 % steigern.

## Führerscheinrecht
Deutschland
Das Fahrzeug (dreirädriges Kfz) kann in Deutschland mit einer Fahrerlaubnis der Klasse B (vor 2013 erworben) gefahren werden, wenn das 21. Lebensjahr vollendet ist, oder mit der Klasse A2 bei auf 35 kW gedrosseltem Motor. Zusätzlich muss die Spurbreite der Vorderräder mehr als 46 cm betragen.
Frankreich
Um einen CV3 fahren zu dürfen, muss der Fahrer seit mindestens zwei Jahren im Besitz eines PKW-Führerscheins sein und eine theoretische und praktische Fahrschulausbildung absolvieren, die insgesamt sieben Stunden umfasst. Diese teilt sich auf in zwei Stunden Theorie, zwei Stunden Fahrtraining auf einem Übungsgelände und drei Stunden Fahrtraining im Straßenverkehr. Eine Abschlussprüfung ist nicht vorgesehen. Die Pflicht zu dieser Fahrschulausbildung entfällt, wenn der PKW-Führerschein zwischen dem 1. Januar 2006 und dem 31. Dezember 2010 erworben wurde.
Österreich und EU/EWR-Ausland
Eine ab dem 19. Jänner 2013 erworbene Klasse A1 umfasst dreirädrige Krafträder bis 15 kW (20 PS).
Eine ab dem 19. Jänner 2013 erworbene Klasse A umfasst alle dreirädrigen Krafträder (Mindestalter 21 Jahre).
Eine vor dem 19. Jänner 2013 erworbene Lenkberechtigung der Klasse B umfasst auch das Lenken von dreirädrigen Kraftfahrzeugen mit oder ohne leichtem Anhänger im ganzen EU/EWR-Raum. Zur Wahrung der erworbenen Rechte werden die Codes 79.03 und 79.04 bei der Klasse A in den Führerschein eingetragen.
Ausschließlich in Österreich
Eine ab dem 19. Jänner 2013 erworbene Klasse B umfasst ab dem 21. Geburtstag alle dreirädrigen Krafträder, aber nur für den Verkehr in Österreich.
Eine vor dem 19. Jänner 2013 erworbene Klasse A umfasst die Berechtigung, Kraftfahrzeuge mit drei oder vier Rädern, deren Eigenmasse nicht mehr als 400 kg beträgt, zu lenken, aber nur für den Verkehr in Österreich.

## Vertrieb
Kymco vertreibt selbst nicht in Deutschland. Für Deutschland ist die Firma MSA Motor Sport Accessoires GmbH in Weiden der Generalimporteur. Als Folge wird der CV3 in Deutschland ohne Herstellergarantie verkauft.  Es gilt die gesetzliche Gewährleistungspflicht des Händlers für die Dauer von zwei Jahren. 2023 wurde diese auf die Dauer von drei Jahren verlängert, was auch für Fahrzeuge aus 2022 gilt.